# Viceværten
Viceværten (engelsk titel: A Caretaker's Tale) är en dansk dramafilm från 2012 i regi av Katrine Wiedemann. I rollerna ses bland andra Lars Mikkelsen, Julie Zangenberg och Peter Plaugborg.

## Handling
Den bittre och argsinte fastighetsskötaren Per avskyr allt och alla tills han stöter på en mystisk naken flicka i en tom lägenhet. Hon vet varken hur man går, pratar eller äter, i stället ler hon. Snart upptäcker Per att hon besitter mirakulösa sexuella krafter.

## Rollista
- Lars Mikkelsen – Per
- Julie Zangenberg – flickan
- Peter Plaugborg – Carsten
- Nicolaj Kopernikus – Viborg
- Tommy Kenter – Gregers
- Ditte Gråbøl – Britt
- Leif Sylvester – pensionär
- Jacob Gredsted – John
- Frank Thiel – ung man
- Signe Skov – ung kvinna
- Laura Bro – ung mor
- Emil Poulsen Dam – pojke
- Kenth Rosenbert – Johns vän
- Ole Dupont – sjuk invånare
- Arto Louis Eriksen – Kristoffer

## Om filmen
Viceværten producerades av Ib Tardini och Vinca Wiedemann för Zentropa Productions. Manus skrev av Kim Fupz Aakeson och filmen fotades av Lars Reinholdt Jensen. Musiken komponerades av Kristian Eidnes Andersen och filmen klipptes av Molly Marlene Stensgaard. Filmen premiärvisades den 22 september 2012 på San Sebastiáns filmfestival. Den hade dansk biopremiär den 25 oktober 2012 och visades 2013 på flera olika filmfestivaler, däribland Göteborgs filmfestival.
Filmen har nominerats till flera priser. Vid Tallinn Black Nights Film Festival 2012 nominerades filmen i kategorin bästa film, vid Bodilgalan 2013 nominerades Mikkelsen till pris för bästa manliga huvudroll, vid Chicago International Film Festival 2013 nominerades regissören Wiedemann i en tävling för nya regissörer och vid Robertgalan nominerades Mikkelsen i kategorin bästa manliga huvudroll och Kopernikus i kategorin årets manliga biroll.